# Lista de músicos recordistas de vendas

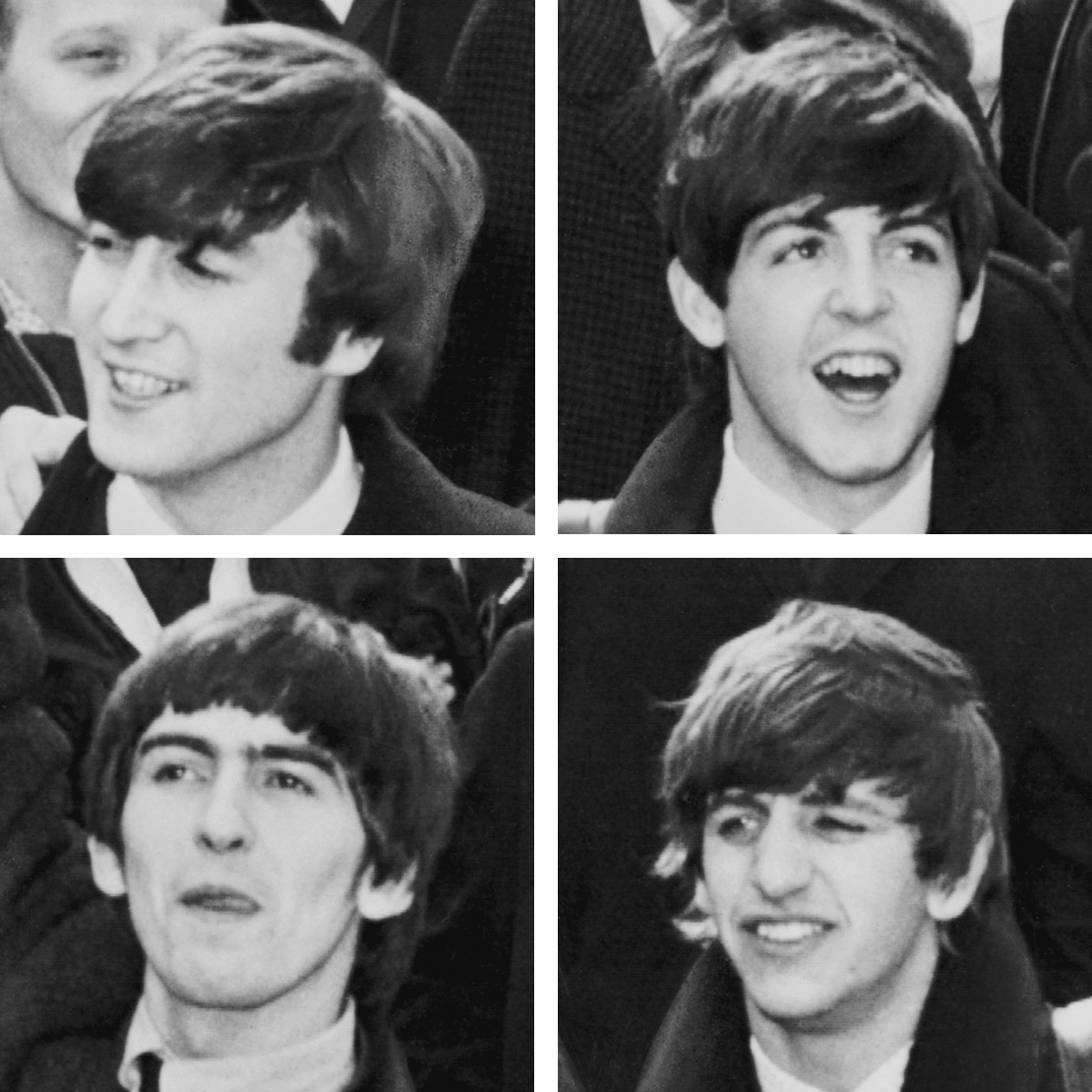
The Beatles, o grupo musical mais bem-sucedido da história.

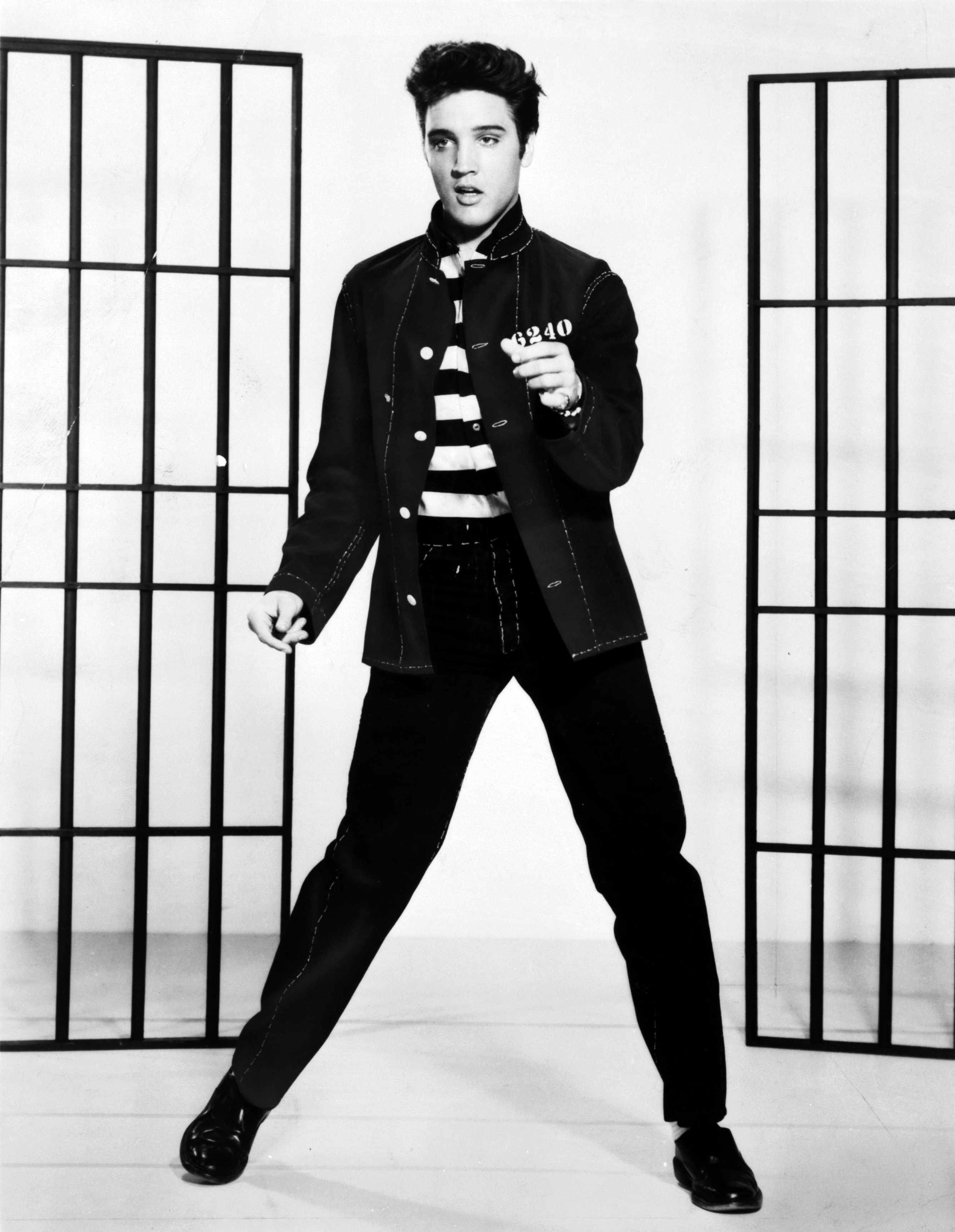
Elvis Presley, o artista solo de maior vendagem mundial.

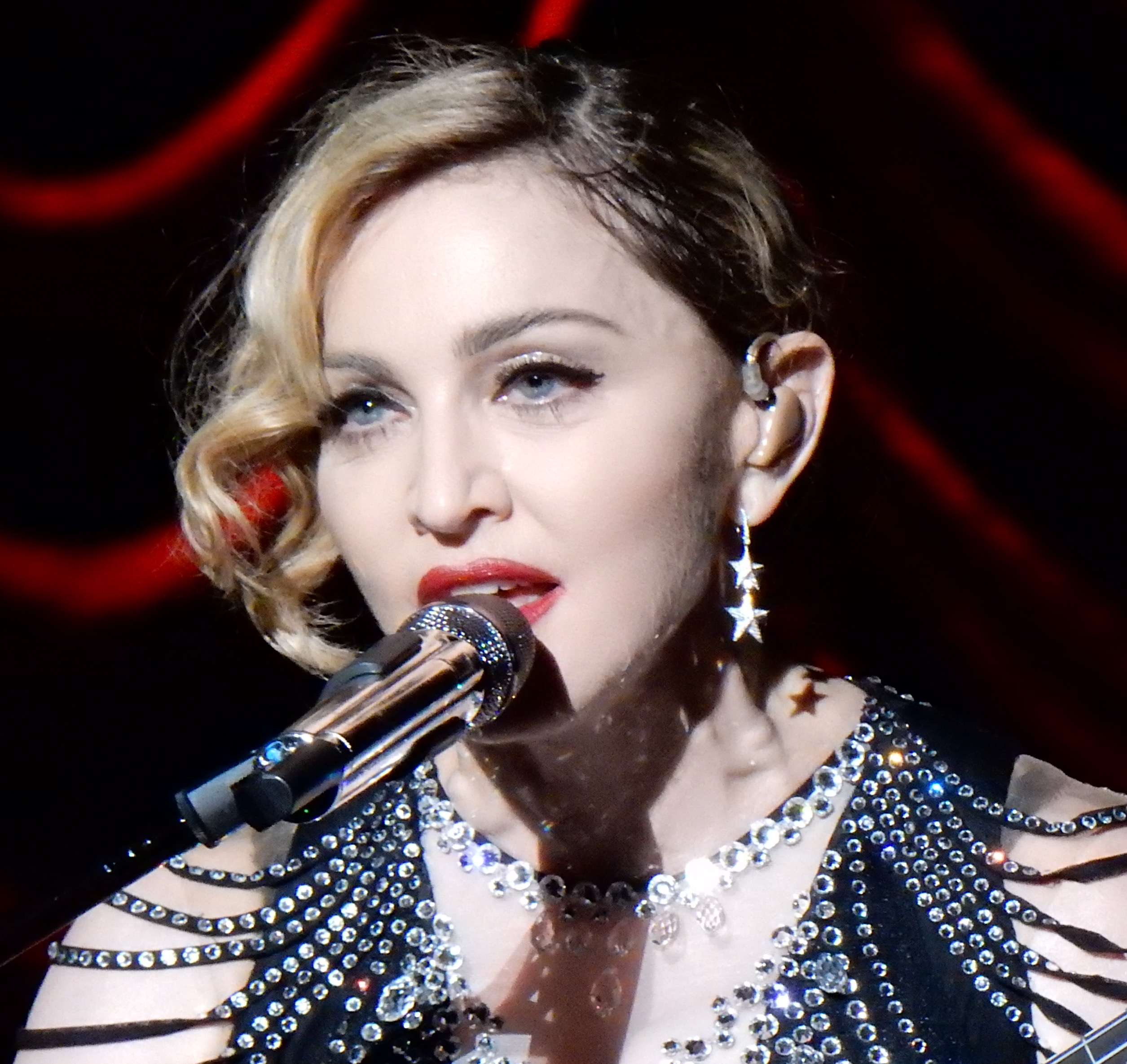
Madonna, artista feminina com maior número de vendas da história.

Esta é a lista de músicos recordistas de vendas, organizada em ordem alfabética. A quantidade mínima é de 30 milhões. Em primeiro lugar aparece a banda The Beatles, do Reino Unido, com estimativas entre 600 milhões e mais de um bilhão de discos vendidos mundialmente, dos quais 217 milhões só nos Estados Unidos. Na segunda posição aparece o cantor Elvis Presley, dos Estados Unidos, com estimativas que variam entre 500 milhões e mais de um bilhão de exemplares vendidos mundialmente, das quais mais de 199 milhões só nos Estados Unidos.
Em terceiro lugar aparece o cantor de música pop Michael Jackson, natural dos Estados Unidos. Além de ser o autor do álbum mais vendido da história da indústria fonográfica, Thriller, suas vendas alcançaram entre 750 milhões e mais de um bilhão de gravações comercializadas em todo o mundo após sua morte, em 2009. Seguido por Madonna e Led Zeppelin nas quarta e quinta posições respectivamente, sendo Madonna a artista feminina com o maior número de vendas de todos os tempos, bem como a única mulher a superar 300 milhões de cópias. Led Zeppelin também é a segunda banda que mais vendeu nos EUA, atrás apenas dos Beatles.
Dentre os brasileiros, em primeiro está o cantor Roberto Carlos, que iniciou sua carreira na Jovem Guarda nos anos 60 na Rede Record e tem mais de 140 milhões de discos vendidos no mundo, segundo estimativas da ABPD e de sua atual gravadora Sony BMG.

## Mais de 300 milhões de exemplares vendidos
| Artista         | País de origem | Período em atividade     | Gênero                                  | Número total de certificados por país | Vendas estimadas                                             |
| --------------- | -------------- | ------------------------ | --------------------------------------- | --- | ------------------------------------------------------------ |
| The Beatles     | Reino Unido    | 1960–1970                | Rock / pop                              | EUA: 217,25 milhões RU: 30,745 milhões ALE: 8 milhões FRA: 3,99 milhões BRA: 550 mil CAN: 14,455 milhões AUS: 3,06 milhões SUE 485 mil ARG: 1,926 milhão SUI: 350,000 AUT: 500 mil                                                                                   | 1,6 bilhão de discos vendidos Mais de 1 bilhão - 600 milhões |
| Elvis Presley   | Estados Unidos | 1954–1977                | Rock and roll / pop / country           | EUA: 199,65 milhões RU: 21,515 milhões ALE: 1,2 milhões FRA: 2,59 milhões CAN: 2,925 milhões AUS: 1,867 milhões HOL: 555 mil SUE 380 mil | 1,5 bilhão de discos vendidos Mais de 1 bilhão - 500 milhões |
| Michael Jackson | Estados Unidos | 1971–2009                | Pop / pop rock / R&B                    | EUA: 177,3 milhões RU: 40,92 milhões ALE: 13,975 milhões FRA: 11,6 milhões CAN: 5,86 milhões MEX: 5,69 milhões AUS: 7,58 milhões ESP: 1,995 milhões HOL: 2,2 milhões SUE: 1,33 milhões SUI: 1,01 milhões AUT: 1,197 milhões                                          | Mais de 1 bilhão - 500 milhões                               |
| Bing Crosby     | Estados Unidos | 1926–1977                | Traditional pop / Jazz / Easy Listening | EUA: 6,5 milhões | 1 Bilhão - 300 milhões                                       |
| ABBA            | Suécia         | 1972–1982, 2016–presente | Pop / Música disco                      | EUA: 12,7 milhões RU: 24,86 milhões ALE: 11,35 milhões FRA: 2,85 milhões CAN: 2,78 milhões MEX: 260.000 AUS: 5,66 milhões HOL: 1,39 milhões SUE: 1,02 milhões SUI: 600.000 AUT: 197.500 milhões                                                                      | 400 - 380 - 150 milhões                                      |
| Madonna         | Estados Unidos | 1982-presente            | Pop / Dance / Pop Rock                  | EUA: 91,6 milhões RU: 33,9 milhões FRA: 13,10 milhões ALE: 12,9 milhões CAN: 8,4 milhões BRA: 4,3 milhões AUS: 5,5 milhões HOL: 1,6 milhão ESP: 1 milhão SUE: 1,7 milhão SUI: 1,28 milhão JAP: 6,5 milhões ARG: 686 mil FIN: 605.023 AUT: 560 mil POL: 690 mil       | 400 - 335 - 300 milhões                                      |
| Led Zeppelin    | Reino Unido    | 1968–1980                | Rock / Hard Rock                        | EUA: 113,5 milhões JAP: 200.000 ALE: 3,3 milhões RU: 8,5 milhões FRA: 1,9 milhões AUS: 1,9 milhões BRA: 350.000 CAN: 4,5 milhões HOL: 140,000 SUI: 140.000 ARG: 450.000                                                                                              | 350 - 300 - 200 milhões                                      |
| Billy Murray    | Estados Unidos | 1900–1944                | Traditional pop                         | EUA AND WORLD: 300 milhões | 300 milhões                                                  |
| Queen           | Reino Unido    | 1970-1997                | Hard rock / Blues rock                  | EUA: 97,7 milhões RU: 44,21 milhões FRA: 5,22 milhões ALE: 12,52 milhões CAN: 2,47 milhões BRA: 970.000 AUS: 3,97 milhões HOL: 1,99 milhão ESP: 1,92 milhão SUE: 190.000 SUI: 1,25 milhões JAP: 3,8 milhões ARG: 1,08 milhões FIN: 366.152 AUT: 900.000 POL: 940.000 | 300 - 250 milhões                                            |
| Elton John      | Reino Unido    | 1964–presente            | Pop / Rock                              | EUA: 138,05 milhões RU: 35,30 milhões ALE: 8,1 milhões FRA: 5,15 milhões CAN: 6,09 milhões MEX: 450.000 AUS: 4,69 milhões ESP: 1,38 milhões HOL: 975.000 SUE: 980.000 SUI: 1,33 milhões AUT: 915.000                                                                 | 300 - 250 - 200 milhões                                      |

## Entre 200 e 299 milhões de exemplares vendidos
| Artista            | País           | Período       | Gênero                   | Vendas estimadas    |
| ------------------ | -------------- | ------------- | ------------------------ | ------------------- |
| Rihanna            | Barbados       | 2003–presente | R&B / Pop                | 300 - 250 - milhões |
| Pink Floyd         | Reino Unido    | 1966–1996     | Rock                     | 250 - 200 milhões   |
| Celine Dion        | Canadá         | 1981–presente | Pop                      | 250 - 200 milhões   |
| The Rolling Stones | Reino Unido    | 1962–presente | Rock / Blues rock        | 240 - 200 milhões   |
| Mariah Carey       | Estados Unidos | 1990–presente | Pop / R&B                | 220 - 200 milhões   |
| Eminem             | Estados Unidos | 1995–presente | Hip hop                  | 220 - 80 milhões    |
| Whitney Houston    | Estados Unidos | 1977–2012     | Pop / R&B                | 200 milhões         |
| Eagles             | Estados Unidos | 1971–presente | Soft rock / Country rock | 200 milhões         |
| Tina Turner        | Estados Unidos | 1955–presente | Rock and roll, pop       | 200 - 180 milhões   |
| Taylor Swift       | Estados Unidos | 2006–presente | Pop / Country / Folk     | 200 - 170 milhões   |
| Britney Spears     | Estados Unidos | 1998–presente | Pop                      | 200 -170 milhões    |
| Beyoncé            | Estados Unidos | 2003–presente | R&B / Pop                | 200 - 150 milhões   |
| AC/DC              | Austrália      | 1973–presente | Hard rock                | 200 - 150 milhões   |

## Entre 100 e 199 milhões de exemplares vendidos
| Artista               | País                         | Período        | Gênero                           | Vendas estimadas        |
| --------------------- | ---------------------------- | -------------- | -------------------------------- | ----------------------- |
| Adele                 | Reino Unido                  | 2007-presente  | Pop / Soul                       | 120 milhões             |
| U2                    | Irlanda                      | 1976–presente  | Rock                             | 175 milhões             |
| Coldplay              | Reino Unido                  | 1998-presente  | Alternative Rock                 | 100 milhões             |
| Drake                 | Canadá                       | 2001–presente  | Hip-hop / R&B / pop              | 170 milhões             |
| Garth Brooks          | Estados Unidos               | 1989–presente  | Country                          | 170 - 150 - 128 milhões |
| Aerosmith             | Estados Unidos               | 1970–presente  | Hard rock                        | 150 milhões             |
| Frank Sinatra         | Estados Unidos               | 1935–1995      | Pop / Swing                      | 150 milhões             |
| Genesis               | Reino Unido                  | 1967–presente  | Progressive rock / Pop rock      | 150 milhões             |
| Metallica             | Estados Unidos               | 1981–presente  | Heavy metal                      | 150 - 125 milhões       |
| Stevie Wonder         | Estados Unidos               | 1961–presente  | R&B / Soul                       | 150 - 100 milhões       |
| Deep Purple           | Reino Unido                  | 1968–presente  | Hard rock                        | 150 - 100 milhões       |
| Barbra Streisand      | Estados Unidos               | 1960–presente  | Pop / Adulto contemporâneo       | 140 milhões             |
| David Bowie           | Reino Unido                  | 1964–2016      | Rock                             | 140 milhões             |
| Roberto Carlos        | Brasil                       | 1959–presente  | MPB / Jovem Guarda               | 140 milhões             |
| Bon Jovi              | Estados Unidos               | 1983–presente  | Hard Rock                        | 130 milhões             |
| Backstreet Boys       | Estados Unidos               | 1993–presente  | Pop                              | 130 - 100 milhões       |
| Shakira               | Colombia                     | 1991-presente  | Pop Rock, Latina                 | 125 - 100 - 80 milhões  |
| Lady Gaga             | Estados Unidos               | 2008- presente | Pop/ Dance                       | 124 milhões             |
| Bruce Springsteen     | Estados Unidos               | 1972–presente  | Rock                             | 120 milhões             |
| Bee Gees              | Reino Unido / Austrália      | 1958–2003      | Pop / Disco                      | 120 milhões             |
| Maroon 5              | Estados Unidos               | 2002–presente  | Pop rock / Funk rock / Dance pop | 120 milhões             |
| Fleetwood Mac         | Reino Unido / Estados Unidos | 1967–presente  | Pop rock                         | 120 milhões             |
| Julio Iglesias        | Espanha                      | 1968–presente  | Latina                           | 120 milhões             |
| Red Hot Chili Peppers | Estados Unidos               | 1983-presente  | Rock Alternativo                 | 120 milhões             |
| Neil Diamond          | Estados Unidos               | 1966–presente  | Pop / Rock                       | 115 milhões             |
| A. R. Rahman          | Índia                        | 1985–presente  | Film score                       | 100 milhões             |
| A-ha                  | Noruega                      | 1982–presente  | Pop / Rock                       | 100 milhões             |
| Alla Pugacheva        | Rússia                       | 1965–presente  | Pop                              | 100 milhões             |
| Barry White           | Estados Unidos               | 1972–2003      | R&B / Soul                       | 100 milhões             |
| Billy Joel            | Estados Unidos               | 1964–presente  | Pop / Rock                       | 100 milhões             |
| Bob Marley            | Jamaica                      | 1962-1981      | Reggae                           | 100 milhões             |
| Bruno Mars            | Estados Unidos               | 2009–presente  | Pop / R&B                        | 100 milhões             |
| Cher                  | Estados Unidos               | 1964–presente  | Pop / Rock / Dance               | 100 milhões             |
| Chicago               | Estados Unidos               | 1967–presente  | Pop rock                         | 100 milhões             |
| Def Leppard           | Reino Unido                  | 1977–presente  | Hard rock / heavy metal          | 100 milhões             |
| Depeche Mode          | Reino Unido                  | 1980–presente  | Electro Rock                     | 100 milhões             |
| Dolly Parton          | Estados Unidos               | 1964–presente  | Country / Pop                    | 100 milhões             |
| Duran Duran           | Reino Unido                  | 1978–presente  | New wave / alternative rock      | 100 milhões             |
| Enrique Iglesias      | Espanha                      | 1995–presente  | Latina                           | 100 milhões             |
| George Michael        | Reino Unido                  | 1981–2016      | Pop                              | 100 milhões             |
| Guns N' Roses         | Estados Unidos               | 1985–presente  | Hard rock                        | 100 milhões             |
| Herbert von Karajan   | Áustria                      | 1938–1989      | Música clássica                  | 100 milhões             |
| Janet Jackson         | Estados Unidos               | 1982–presente  | R&B / Pop                        | 100 milhões             |
| Johnny Hallyday       | França                       | 1957–presente  | Rock / Pop                       | 100 milhões             |
| Kenny Rogers          | Estados Unidos               | 1958–presente  | Country / Pop                    | 100 milhões             |
| Kiss                  | Estados Unidos               | 1973–presente  | Hard rock / heavy metal          | 100 milhões             |
| Lionel Richie         | Estados Unidos               | 1968–presente  | Pop / R&B                        | 100 milhões             |
| Luciano Pavarotti     | Itália                       | 1961–2007      | Opera                            | 100 milhões             |
| Michiya Mihashi       | Japão                        | 1955–1995      | Enka / Min'yō                    | 100 milhões             |
| Olivia Newton-John    | Austrália                    | 1966–presente  | Country / Pop                    | 100 milhões             |
| Paul McCartney        | Reino Unido                  | 1957–presente  | Pop rock                         | 100 milhões             |
| Perry Como            | Estados Unidos               | 1933–1998      | Pop / Swing                      | 100 milhões             |
| Pet Shop Boys         | Reino Unido                  | 1981–presente  | Synthpop                         | 100 milhões             |
| Phil Collins          | Reino Unido                  | 1980–presente  | Adult contemporary               | 100 milhões             |
| Prince                | Estados Unidos               | 1976-2016      | Pop / Rock / Funk / R&B / Soul   | 100 milhões             |
| Rod Stewart           | Reino Unido                  | 1962–presente  | Rock / Pop                       | 100 milhões             |
| Scorpions             | Alemanha                     | 1965–presente  | Hard rock                        | 100 milhões             |
| Status Quo            | Reino Unido                  | 1967–presente  | Rock                             | 100 milhões             |
| The Carpenters        | Estados Unidos               | 1969–1983      | Pop                              | 100 milhões             |
| The Doors             | Estados Unidos               | 1965–1973      | Rock                             | 100 milhões             |
| The Four Seasons      | Estados Unidos               | 1960–presente  | Pop / Rock                       | 100 milhões             |
| The Jackson 5         | Estados Unidos               | 1966–1990      | R&B / Soul / Pop / Disco         | 100 milhões             |
| The Who               | Reino Unido                  | 1964–presente  | Rock / Hard rock                 | 100 milhões             |
| Christina Aguilera    | Estados Unidos               | 1998- presente | Pop/ R&B                         | 100 milhões             |

## Entre 60 e 99 milhões de exemplares vendidos
| Artista               | País           | Período       | Gênero                                | Vendas estimadas |
| --------------------- | -------------- | ------------- | ------------------------------------- | ---------------- |
| Van Halen             | Estados Unidos | 1978–presente | Hard Rock                             | 96 milhões       |
| Gloria Estefan        | Cuba           | 1977–presente | Latina / Dance / Pop                  | 90 milhões       |
| Iron Maiden           | Reino Unido    | 1975–presente | Heavy metal                           | 90 milhões       |
| Shania Twain          | Canadá         | 1993–presente | Country pop                           | 85 milhões       |
| Carlos Santana        | México         | 1966–presente | Rock                                  | 80 milhões       |
| Enya                  | Irlanda        | 1987–presente | New age / Música celta                | 80 milhões       |
| Kylie Minogue         | Austrália      | 1987–presente | Dance pop                             | 80 milhões       |
| Journey               | Estados Unidos | 1973–presente | Arena rock                            | 80 milhões       |
| Nirvana               | Estados Unidos | 1987-1994     | Grunge / alternative rock             | 80 milhões       |
| Sonny & Cher          | Estados Unidos | 1965–1974     | Pop rock                              | 80 milhões       |
| Robbie Williams       | Reino Unido    | 1990–presente | Pop                                   | 77 - 75 milhões  |
| Tupac Shakur          | Estados Unidos | 1990–1996     | Hip hop                               | 76 milhões       |
| Aretha Franklin       | Estados Unidos | 1956 - 2018   | R&B/ Soul / Jazz / Pop                | 75 milhões       |
| Nelson Gonçalves      | Brasil         | 1941-1998     | MPB / Samba-Canção                    | 75 milhões       |
| Black Sabbath         | Reino Unido    | 1968–2017     | Heavy metal / Hard rock               | 75 milhões       |
| B'z                   | Japão          | 1988–presente | Pop rock                              | 75 milhões       |
| Eurythmics            | Reino Unido    | 1980–presente | New wave                              | 75 milhões       |
| Green Day             | Estados Unidos | 1987–presente | Punk Rock / Rock Alternativo          | 75 milhões       |
| Jennifer Lopez        | Estados Unidos | 1999-presente | R&B, Dance-Pop, Latin Pop             | 75 milhões       |
| Luis Miguel           | México         | 1982–presente | Pop latino/ Ballada                   | 75 milhões       |
| The Weeknd            | Canadá         | 2010–presente | Pop / R&B                             | 75 milhões       |
| Andrea Bocelli        | Itália         | 1992–presente | Pop / Classical / Opera               | 70 milhões       |
| Bob Dylan             | Estados Unidos | 1959–presente | Folk / Rock                           | 70 milhões       |
| Enigma                | Alemanha       | 1990–presente | Worldbeat / New age                   | 70 milhões       |
| Jean Michel Jarre     | França         | 1971–presente | New age                               | 70 milhões       |
| Kenny G               | Estados Unidos | 1982–presente | Smooth jazz                           | 70 milhões       |
| Laura Pausini         | Itália         | 1993-presente | Pop / Pop Rock                        | 70 milhões       |
| Linkin Park           | Estados Unidos | 2000–presente | Nu metal / Alternative rock / rapcore | 70 milhões       |
| Meat Loaf             | Estados Unidos | 1968–presente | Rock                                  | 70 milhões       |
| New Kids on the Block | Estados Unidos | 1984–presente | Teen pop                              | 70 milhões       |
| Roxette               | Suécia         | 1986–presente | Pop / Rock                            | 70 milhões       |
| UB40                  | Reino Unido    | 1980–presente | Reggae                                | 70 milhões       |
| George Strait         | Estados Unidos | 1981–presente | Country                               | 68 milhões       |
| Hibari Misora         | Japão          | 1948–1989     | Enka                                  | 68 milhões       |
| Bryan Adams           | Canadá         | 1977–presente | Rock                                  | 65 milhões       |
| Carrie Underwood      | Estados Unidos | 2005-presente | Country Rock / Country Pop            | 65 milhões       |
| The Corrs             | Irlanda        | 1990-presente | Folk rock / Pop Rock                  | 65 milhões       |
| Village People        | Estados Unidos | 1977–presente | Disco                                 | 65 milhões       |
| Xuxa                  | Brasil         | 1984-presente | Infantil/ Pop                         | 60 milhões       |
| Angela Maria          | Brasil         | 1948-2018     | Samba / MPB                           | 60 milhões       |
| Boyz II Men           | Estados Unidos | 1990–presente | R&B                                   | 60 milhões       |
| Jethro Tull           | Reino Unido    | 1968–presente | Progressive rock / hard rock          | 60 milhões       |
| Pearl Jam             | Estados Unidos | 1990–presente | Alternative rock / Grunge             | 60 milhões       |
| Ricky Martin          | Porto Rico     | 1984–presente | Pop / Latin Pop / Dance Pop           | 60 milhões       |

## Entre 30 e 59 milhões de exemplares vendidos
| Artista                         | País                | Período                 | Gênero                                        | Vendas estimadas |
| ------------------------------- | ------------------- | ----------------------- | --------------------------------------------- | ---------------- |
| Glay                            | Japão               | 1994–presente           | Rock / Pop                                    | 56 milhões       |
| Dreams Come True                | Japão               | 1989–presente           | Pop / Jazz                                    | 55 milhões       |
| Mina Anna Mazzini               | Itália              | 1950-presente           | Pop                                           | 55 milhões       |
| Reba McEntire                   | Estados Unidos      | 1974–presente           | Country                                       | 55 milhões       |
| Rita Lee                        | Brasil              | 1963-presente           | MPB                                           | 55 milhões       |
| Spice Girls                     | Reino Unido         | 1996–2000 2007–2008     | Teen pop                                      | 55 milhões       |
| Michael Bolton                  | Estados Unidos      | 1968–presente           | Pop                                           | 53 milhões       |
| Cyndi Lauper                    | Estados Unidos      | 1953–presente           | Pop / Dance / New Wave                        | 50 milhões       |
| David Guetta                    | França              | 2001–presente           | Electropop / EDM / Electro House              | 50 milhões       |
| Ace of Base                     | Suécia              | 1987–presente           | Europop                                       | 50 milhões       |
| Alan Jackson                    | Estados Unidos      | 1989–presente           | Country                                       | 50 milhões       |
| Alice Cooper                    | Estados Unidos      | 1965–presente           | Hard rock / heavy metal                       | 50 milhões       |
| Anastacia                       | Estados Unidos      | 2000–presente           | Pop rock                                      | 50 milhões       |
| Ayumi Hamasaki                  | Japão               | 1994–presente           | J-Pop                                         | 50 milhões       |
| Bob Seger                       | Estados Unidos      | 1961–presente           | Rock                                          | 50 milhões       |
| Destiny's Child                 | Estados Unidos      | 1997–2005               | R&B / Pop                                     | 50 milhões       |
| Eros Ramazzotti                 | Itália              | 1981-presente           | Pop / Pop Rock                                | 50 milhões       |
| Four Tops                       | Estados Unidos      | 1954–presente           | R&B                                           | 50 milhões       |
| Hikaru Utada                    | Estados Unidos      | 1993–presente           | J-pop / Pop / Dance                           | 50 milhões       |
| INXS                            | Austrália           | 1977–1997               | Rock / Pop Rock                               | 50 milhões       |
| James Last                      | Alemanha            | 1963–presente           | Instrumental / Classical                      | 50 milhões       |
| Jay-Z                           | Estados Unidos      | 1996–presente           | Hip hop                                       | 50 milhões       |
| Johnny Cash                     | Estados Unidos      | 1955–2003               | Country / rock and roll                       | 50 milhões       |
| Megadeth                        | Estados Unidos      | 1983–presente           | Thrash metal / Heavy metal                    | 50 milhões       |
| Mötley Crüe                     | Estados Unidos      | 1981–presente           | Glam metal                                    | 50 milhões       |
| Mr. Children                    | Japão               | 1989–presente           | Pop rock                                      | 50 milhões       |
| Nat King Cole                   | Estados Unidos      | 1936–1965               | Vocal jazz                                    | 50 milhões       |
| Norah Jones                     | Estados Unidos      | 2001–presente           | Jazz                                          | 50 milhões       |
| 'N Sync                         | Estados Unidos      | 1995–2002               | Pop                                           | 50 milhões       |
| Oasis                           | Reino Unido         | 1991–2009               | Britpop / Rock                                | 50 milhões       |
| Ray Conniff                     | Estados Unidos      | 1956–2002               | Pop / Easy listening                          | 50 milhões       |
| R.E.M.                          | Estados Unidos      | 1980–2011               | Alternative rock                              | 50 milhões       |
| The Police                      | Reino Unido         | 1977–2008               | Pop rock / New Wave                           | 50 milhões       |
| Tom Petty and the Heartbreakers | Estados Unidos      | 1976–presente           | Rock                                          | 50 milhões       |
| Tonico & Tinoco                 | Brasil              | 1930-1994               | Sertanejo                                     | 50 milhões       |
| Tony Bennett                    | Estados Unidos      | 1949-presente           | Traditional pop / Jazz                        | 50 milhões       |
| Usher                           | Estados Unidos      | 1990–presente           | R&B / Hip-pop                                 | 50 milhões       |
| Willie Nelson                   | Estados Unidos      | 1956–presente           | Country                                       | 50 milhões       |
| Benito di Paula                 | Brasil              | 1966–presente           | Samba                                         | 50 milhões       |
| Nelson Ned                      | Brasil              | 1960-2014               | Brega / Bolero / Música cristã contemporânea  | 45 milhões       |
| Chris de Burgh                  | Irlanda / Argentina | 1975-presente           | Pop / Rock                                    | 45 milhões       |
| Judas Priest                    | Reino Unido         | 1969-presente           | Heavy metal                                   | 45 milhões       |
| Sting                           | Reino Unido         | 1971-presente           | Rock / Pop /Adult contemporary                | 45 milhões       |
| Alanis Morissette               | Canadá              | 1987-presente           | Rock alternativo                              | 40 milhões       |
| B. B. King                      | Estados Unidos      | 1947-presente           | Blues / Jazz                                  | 40 milhões       |
| L'Arc-en-Ciel                   | Japão               | 1991-presente           | Pop rock / Rock alternativo                   | 40 milhões       |
| Lenny Kravitz                   | Estados Unidos      | 1989-presente           | Rock / Funk Rock / Pop                        | 40 milhões       |
| Rush                            | Canadá              | 1968-presente           | Hard Rock / Progressive Rock                  | 40 milhões       |
| Sarah McLachlan                 | Canadá              | 1988-presente           | Pop / Pop Rock                                | 40 milhões       |
| Billie Eilishi                  | Estados Unidos      | 2015-presente           | Pop / Indie pop / Electropop                  | 40 milhões       |
| Thalía                          | México              | 1990-presente           | Latin / Latin Pop                             | 40 milhões       |
| The Cranberries                 | Irlanda             | 1989-2003 2009-presente | Alernative Rock                               | 40 milhões       |
| Toni Braxton                    | Estados Unidos      | 1993–presente           | R&B                                           | 40 milhões       |
| Raça Negra                      | Brasil              | 1983–presente           | Samba                                         | 40 milhões       |
| BTS                             | Coreia do Sul       | 2013–presente           | K-pop / Pop rap / EDM / R&B                   | 38 milhões       |
| Chitãozinho e Xororó            | Brasil              | 1978-presente           | Sertanejo                                     | 37 milhões       |
| One Direction                   | Reino Unido         | 2010-presente           | Pop / Dance / Pop-rock                        | 35 milhões       |
| Simple Minds                    | Reino Unido         | 1978-presente           | Rock / New Wave / Pop                         | 35 milhões       |
| Milionário & José Rico          | Brasil              | 1970–1991/ 1994–2015    | Sertanejo                                     | 35 milhões       |
| The Offspring                   | Estados Unidos      | 1984–presente           | Punk rock / Pop punk                          | 34 milhões       |
| Aaliyah                         | Estados Unidos      | 1994–2001               | R&B / Hip-Hop                                 | 32 milhões       |
| Kanye West                      | Estados Unidos      | 2003–presente           | Hip-Hop                                       | 32 milhões       |
| 50 Cent                         | Estados Unidos      | 2002–presente           | Hip-Hop                                       | 30 milhões       |
| Alicia Keys                     | Estados Unidos      | 2001-presente           | R&B / Soul                                    | 30 milhões       |
| Amália Rodrigues                | Portugal            | 1940-1999               | Fado                                          | 30 milhões       |
| Amy Winehouse                   | Reino Unido         | 2003-2011               | Soul / Jazz / R&B                             | 30 milhões       |
| Avril Lavigne                   | Canadá              | 2002-presente           | Pop rock / PopPunk                            | 30 milhões       |
| Chris Rea                       | Reino Unido         | 1978-presente           | Blues / Rock                                  | 30 milhões       |
| Nancy Ajram                     | Líbano              | 1998-presente           | Arábia pop                                    | 30 milhões       |
| Nickelback                      | Canadá              | 1995–presente           | Punk rock / Pop punk                          | 30 milhões       |
| Pink                            | Estados Unidos      | 1995-presente           | Pop rock / PopPunk / R&B                      | 30 milhões       |
| The Cure                        | Inglaterra          | 1976–presente           | Pós-Punk / Rock Alternativo                   | 30 milhões       |
| Lucero                          | México              | 1982–presente           | Pop / Latin Pop / Mariachi / Ranchera / Banda | 30 milhões       |